# Sperlonga

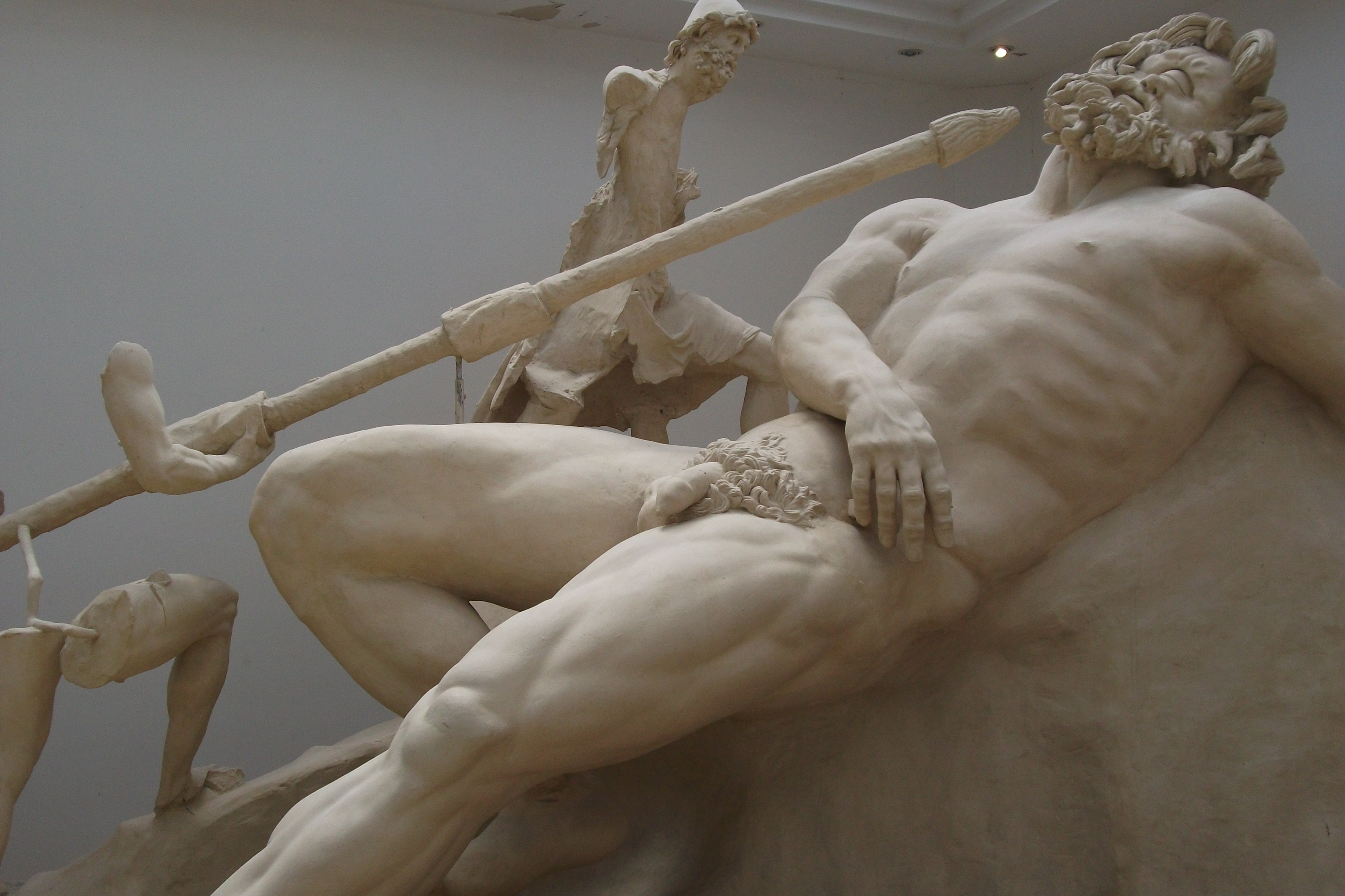
Museo Archeologico di Sperlonga "Gruppo di Polifemo" rinvenuto all'interno della Grotta di Tiberio

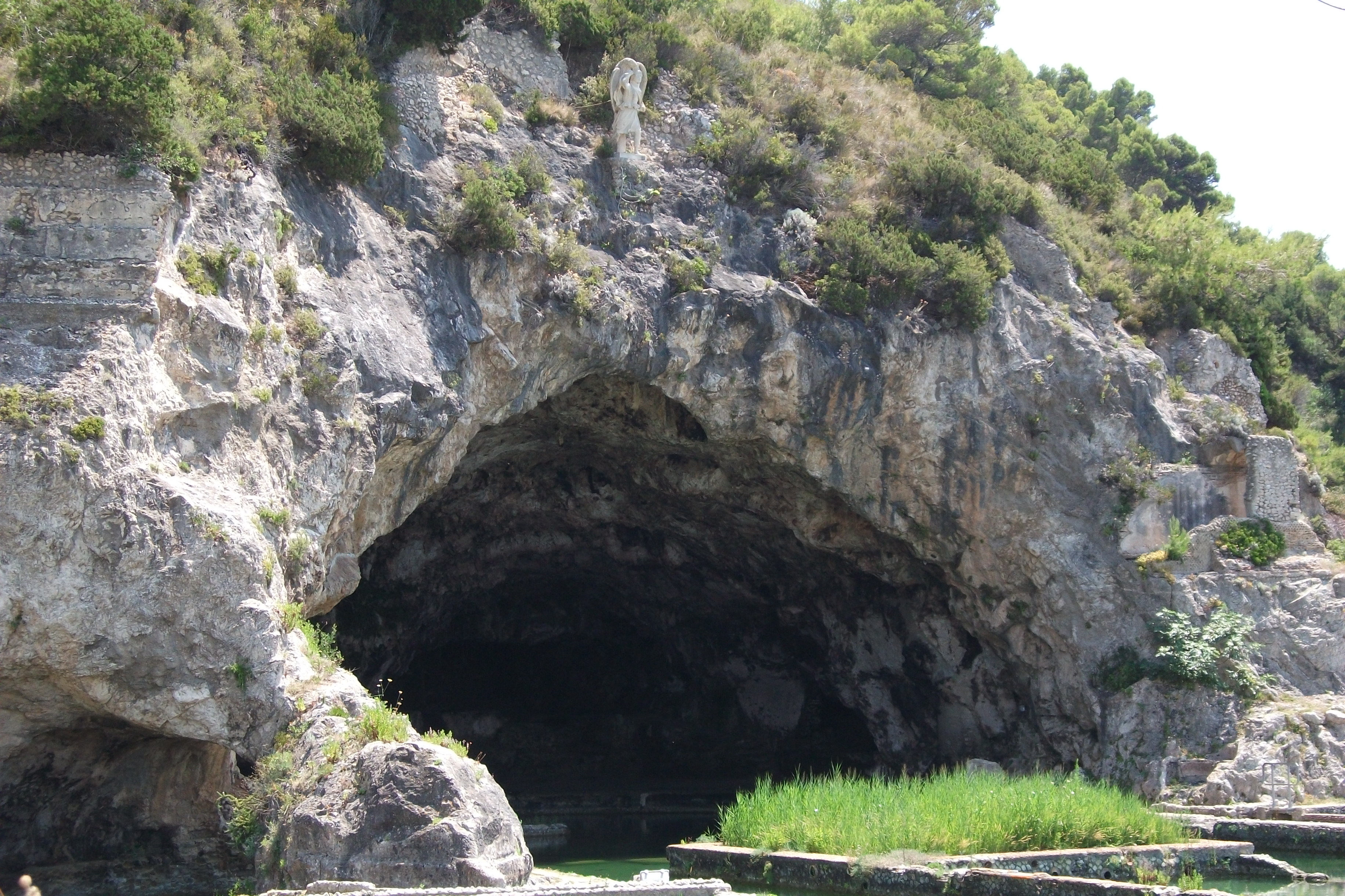
Grotta di Tiberio, sulla cima Ganimede rapito dall'aquila

Sperlonga (Špëlònghë, IPA: [ʃp(ə)ˈlɔŋɡə] in dialetto locale) è un comune italiano di 3 023 abitanti della provincia di Latina nel Lazio fra Roma e Napoli. Fa parte del circuito dei borghi più belli d'Italia.

## Geografia fisica

### Territorio
Sperlonga sorge su uno sperone di roccia, la parte finale dei monti Aurunci, che si protende nel mar Tirreno e nel golfo di Gaeta confluendo nel monte di San Magno.
Il territorio circostante è perlopiù pianeggiante. La spiaggia di fine e dorata sabbia bianca si alterna a vari speroni di roccia che si gettano in mare, formando calette meravigliose, spesso raggiungibili solo in barca. Queste formazioni rocciose sono presenti a sud della cittadina, in direzione del promontorio di Gaeta.

### Clima
Classificazione climatica: zona C, 1175 GR/G

## Storia
Nel territorio si trovano tracce di attività umana a partire dal paleolitico superiore.
Secondo una tradizione mitica, presso Sperlonga sorgeva la città di Amyclae (in greco Αμύκλαι), fondata dagli Spartani.
In età romana sorsero nel territorio, inquadrato nella giurisdizione del municipio di Fundi, numerose ville, la più celebre delle quali è quella cosiddetta dell'imperatore Tiberio, comprendente una grotta naturale modificata e decorata con sculture del ciclo di Ulisse. Le ville fungevano anche da centri di produzione per l'industria della pesca (vasche per l'allevamento).
Nel VI secolo i ruderi della villa imperiale furono adoperati come rifugio, ma il paese si sviluppò sul vicino promontorio di San Magno (65 m s.l.m.), uno sperone dei monti Aurunci, a difesa dalle incursioni via mare dei saraceni. Il nome deriva probabilmente dalla grande grotta (spelunca) inglobata nella villa di Tiberio.

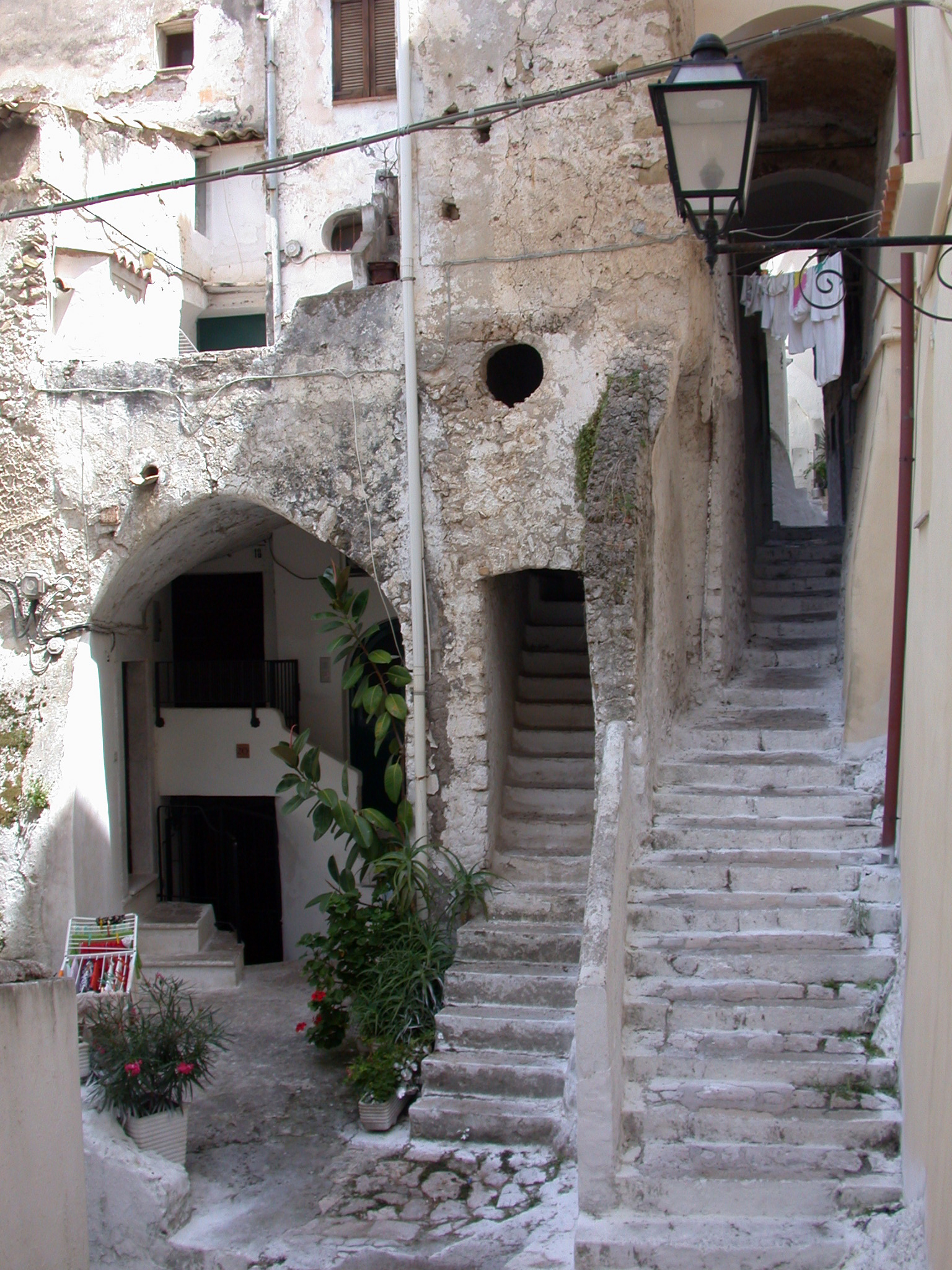
Angolo del centro storico

Il castrum Speloncae viene menzionato in un documento del X secolo: comprendeva una piccola chiesa dedicata a san Pietro, patrono dei pescatori. Il paese si sviluppò intorno al castello progressivamente, per cerchi concentrici. Nell'XI secolo l'abitato fu cinto da mura, di cui restano due porte: la "Portella" o "Porta Carrese" e la "Porta Marina"; entrambe portano lo stemma della famiglia Caetani.

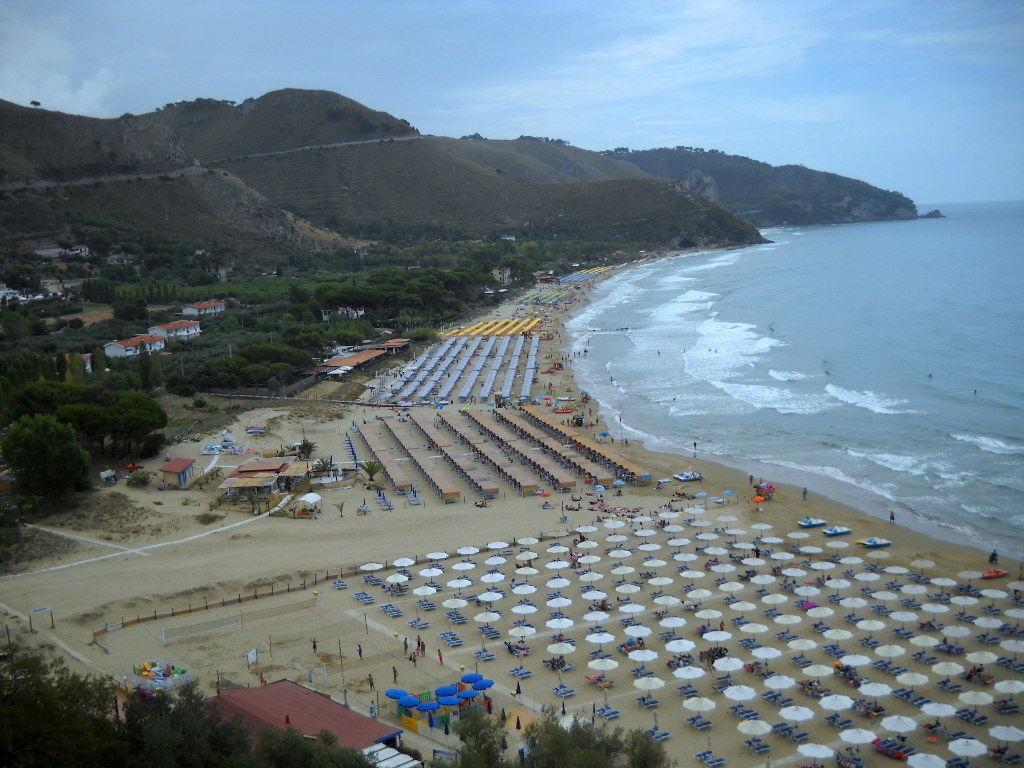
La spiaggia

Sperlonga restò un piccolo paese di pescatori, continuamente minacciato dalle incursioni dei pirati, i quali, come ricordano vari murales, arrivarono a rapire gli abitanti per ridurli in schiavitù. Malgrado la costruzione di una serie di torri di avvistamento con la funzione di difesa costiera, la cittadina venne assalita e saccheggiata una prima volta nel 1534 dall'ammiraglio ottomano Khair Ad-Dìn, detto il Barbarossa; nel 1623 una flotta di corsari barbareschi vi fece un'altra incursione, di cui resta memoria nel poema Il sacco e rovina di Sperlonga nel 1623 del chirurgo e poeta Curzio Mattei di Lenola.
Ricostruita fra i secoli XVII e il XIX, assunse la forma attuale, detta "a testuggine", e vi vennero erette chiese e palazzi signorili.
Appartenente da secoli al Regno di Napoli e poi al Regno delle Due Sicilie, Sperlonga era compresa nell'antica provincia di Terra di Lavoro, in particolare nel distretto di Gaeta. Anche dopo la sconfitta militare di Francesco II di Borbone ad opera di Garibaldi e la successiva annessione del Regno delle Due Sicilie al Regno di Sardegna (diventato nel 1861 Regno d'Italia), Sperlonga continuò a far parte della sopraddetta provincia. Nel 1927, volendo il regime fascista ridimensionare la provincia di Terra di Lavoro, il territorio del comune di Sperlonga fu annesso al Lazio (provincia di Frosinone, poi alla Provincia di Roma) togliendolo alla Campania, dove in quello stesso periodo veniva fondata la provincia di Caserta. Dal 1934 la cittadina fu incorporata nella neocostituita provincia di Latina (all'epoca Littoria).
Lo sviluppo di Sperlonga, basato soprattutto sul turismo, iniziò dopo l'apertura della via Flacca, una strada litoranea che unisce Terracina a Gaeta, passando per il litorale di Fondi, inaugurata il 9 febbraio 1958. Da allora, infranto il secolare isolamento, il paese uscì gradualmente dall'estrema povertà che lo caratterizzava.
Forte impulso gli fu dato anche dalla scoperta delle sculture della villa di Tiberio (1957).

## Monumenti e luoghi d'interesse

### Architetture religiose
- La chiesa di Santa Maria di Sperlonga, la cui prima menzione risale al 1135. A due navate, con matronei, successivamente subì modifiche e rifacimenti. Conserva una tela con la "Madonna Assunta" sull'altare maggiore ed una statua lignea di san Leone Magno nella cappella del presepe, dedicatagli al momento della sua consacrazione come patrono del paese (inizio del XVIII secolo). La cappella di San Domenico conserva un altare settecentesco e volta affrescata.
- Chiesa madre di Santa Maria Assunta in Cielo, consacrata ufficialmente il 15 agosto 1964. Qui si venerano san Leone Magno, protettore di Sperlonga, e san Rocco, compatrono.
- La piccola cappella di San Rocco, del XV secolo.

### Architetture civili
- Palazzo Sabella, che si dice abbia ospitato nel 1379 l'antipapa Clemente VII in fuga da Fondi dopo la sconfitta di Marino. La facciata venne rifatta nel XVI secolo.

### Architetture militari
Torri di avvistamento

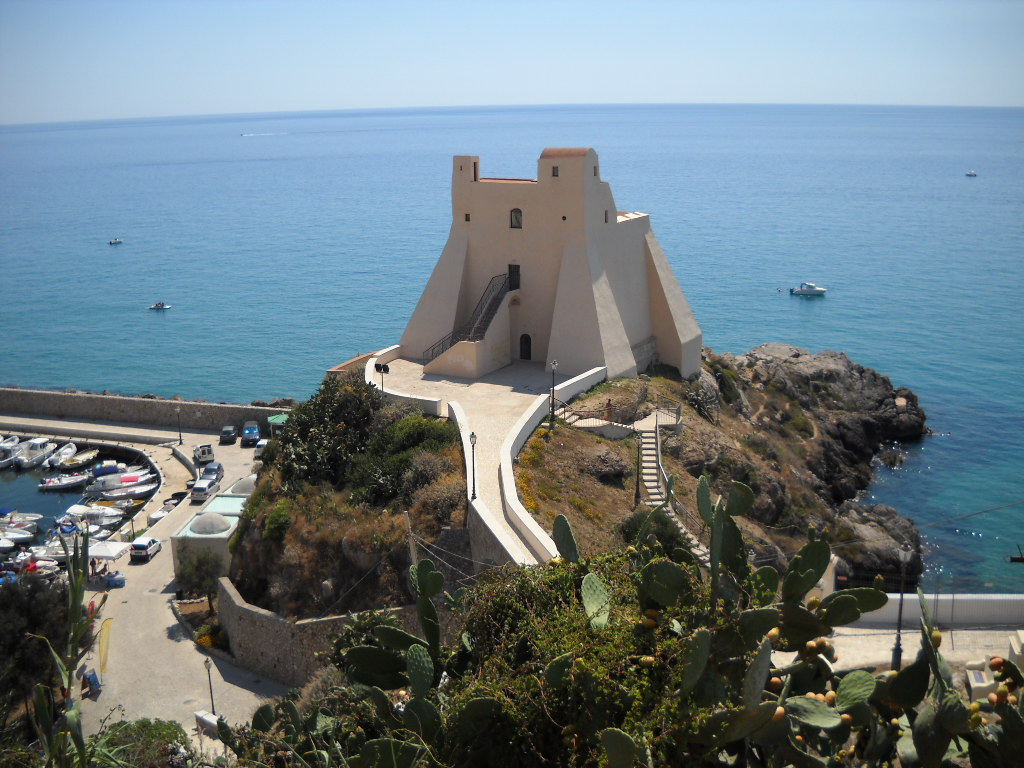
Torre Truglia

La Torre centrale, detta localmente Torre Maggiore, apparteneva al sistema di torri di avvistamento impiantato nel XVI secolo: ne sopravvive solo una porzione nell'attuale centro del paese.
La Torre Truglia, edificata nel 1532 sulla punta del promontorio su cui sorge il paese. Venne distrutta durante un'incursione del Barbarossa e ricostruita nel 1611 e di nuovo distrutta nel 1623.
Al sistema difensivo appartenevano anche la "Torre del Nibbio", inclusa in un castello baronale prospiciente la piazzetta centrale del paese e la "Torre di Capovento", a 3 km a sud del paese, anch'essa costruita nel 1532 e utilizzata come dogana dal 1820.

### Siti archeologici

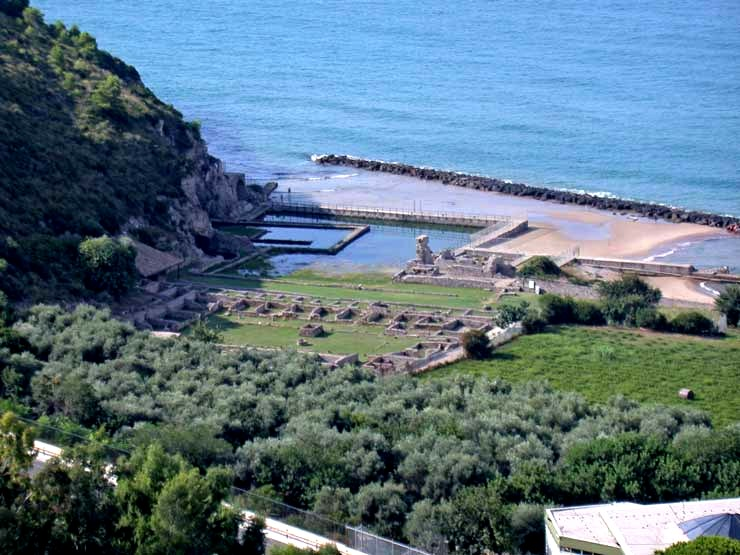
Veduta della Villa di Tiberio

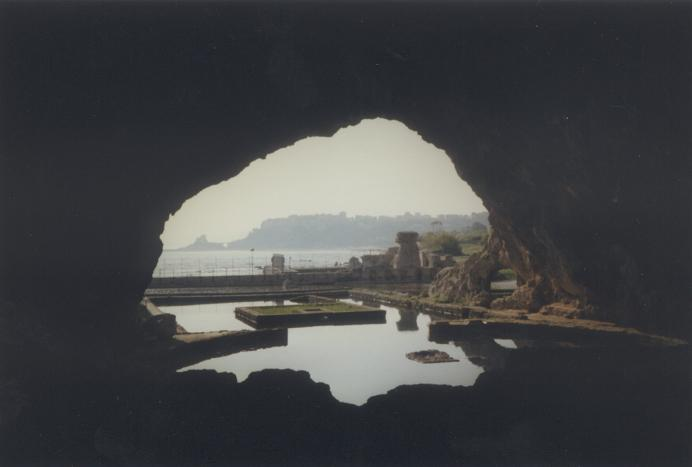
La grotta di Tiberio

- La villa dell'imperatore romano Tiberio deriva dall'ingrandimento di una precedente villa tardo-repubblicana, con ambienti disposti intorno ad un portico. Una grotta naturale, già nota agli archeologi dal 1908, venne sistemata come sala da pranzo estiva, con giochi d'acqua e straordinari gruppi scultorei del ciclo di Ulisse (tra cui spicca il colossale Gruppo di Polifemo), rinvenuti in frammenti nel 1957 e attualmente conservati nel Museo archeologico nazionale di Sperlonga.
- La Villa Prato, villa rustica di eccezionale importanza, facilmente accessibile dalla via Flacca.
- Grotta di Tiberio

### Aree naturali
- Parco Regionale Riviera di Ulisse
- Monumento Naturale Promontorio Villa di Tiberio e Costa Torre Capovento - Punta Cetarola
- SIC Lago Lungo IT6040012
- SIC Duna di Capratica IT6040021
- SIC/ZPS Costa rocciosa tra Sperlonga e Gaeta IT6040022

## Società

### Evoluzione demografica
Abitanti censiti

### Lingue e dialetti
Bunnì, bunnè, tènte ènne chempe sta préta tent'ènne puozze campè tu
"Quent' enn te'? Te' n'enn. N'enn te'? Tent'te'"
Il dialetto di Sperlonga è, andando da nord a sud, l'ultimo dialetto classificato come mediano nella costa laziale. Il dialetto presenta tuttavia fortissime influenze meridionali. Sperlonga entrò infatti a far parte del Lazio nel 1927. Fino a quella data, a partire dall'Unità d'Italia era compresa nella provincia di Terra di Lavoro, prima nel Regno di Napoli. Dal punto di vista linguistico sono tuttora rimaste marcate caratteristiche fonetiche che ricordano questa secolare appartenenza amministrativa al Regno di Napoli. La parlata sperlongana, come le altre della zona costiera o dei suoi pressi, è però abbastanza diversa da altri dialetti della zona più interna.
Il dialetto è caratterizzato dalla metafonesi napoletana tipica di gran parte di quest'area, cioè dal conguaglio in ə di tutte le vocali finali. A Sperlonga, però, vi sono alterazioni anche delle vocali interne, che fanno somigliare la sua parlata, nel complesso, ai dialetti pugliesi e anche a quelli molisani. Ciò è forse dovuto all'importazione di pescatori dalla Puglia o anche alla presenza dei principi di San Severo (i Di Sangro) che hanno amministrato il comune. Il fenomeno in questione si verifica anche in vari dialetti dei comuni vicini.
Alcuni esempi lessicali confermano l'impressione suddetta: ad esempio, tu chèmpe ("tu campi"), ruffiène (ruffiano/i), mulignèna (melanzana), acché (qui), allè (là), dumméne (domani) ecc. Molti altri elementi, anche verbali, riconducono ai dialetti campani in generale, come, ad esempio, i possessivi suje (suo), soja (sua), o anche nuje (noi), je agge state (io sono stato), ncoppa (su).
Non mancano però elementi tipici dell'area linguisticamente "mediana" del Lazio, come l'articolo gliù (il), doppo (dopo), la tripartizione accussì-assussì-allussì (in questo modo, in codesto modo, in quel modo) tipica di tutto il Lazio meridionale e dell'Abruzzo. Vi sono fenomeni particolari, come il cambio di genere tra singolare e plurale: ad esempio, la parola gl'achiuovo (il chiodo), che al plurale diviene l'achiorve. A differenza dei dialetti campani veri e propri, non è presente la trasformazione di p in ch, infatti abbiamo ad es. piègne per dire "piangere" (nel napoletano è chiàgnere), o anche più che rimane come in italiano. È presente in alcuni casi la modifica di f in sc, anche questa tipica delle parlate campane (es. sciuscià = soffiare).

### Tradizioni e folclore
La festa patronale si svolge nei giorni che precedono e seguono la prima domenica di settembre, in onore di san Leone e san Rocco, nella chiesa della Madonna Assunta. Le due importanti processioni percorrono quasi tutto il territorio di Sperlonga, sia la città alta che quella marina in quanto la parrocchia dell'Assunta è l'unica in tutto il comune. Caratteristica la processione di san Rocco che giunge di sera fino al mare, dove vengono sparati fuochi d'artificio: poi la statua ritorna nel centro storico passando per la cappella a lui dedicata e per i tipici vicoli e scale di Sperlonga. Allietano le serate i concerti e i diversi spettacoli pirotecnici.

## Istruzione
In città ha sede l'istituto comprensivo Michelangelo Buonarroti, che incorpora una scuola dell'infanzia (materna), scuola primaria (elementare) e scuola secondaria di primo grado (media).
Per le scuole superiori ci si deve necessariamente rivolgere ai paesi vicini.

## Cultura
- Museo archeologico nazionale di Sperlonga
- Biblioteca comunale
- Auditorium

## Economia
Di seguito la tabella storica elaborata dall'Istat a tema Unità locali, intesa come numero di imprese attive, ed addetti, intesi come numero addetti delle unità locali delle imprese attive (valori medi annui).
|           | 2015                  |                              |                            |                |                       |                     | 2014                  |                | 2013                  |                |
| --------- | --------------------- | ---------------------------- | -------------------------- | -------------- | --------------------- | ------------------- | --------------------- | -------------- | --------------------- | -------------- |
|           | Numero imprese attive | % Provinciale Imprese attive | % Regionale Imprese attive | Numero addetti | % Provinciale Addetti | % Regionale Addetti | Numero imprese attive | Numero addetti | Numero imprese attive | Numero addetti |
| Sperlonga | 314                   | 0,8%                         | 0,07%                      | 844            | 0,69%                 | 0,05%               | 318                   | 823            | 308                   | 820            |
| Latina    | 39.304                |                              | 8,43%                      | 122.198        |                       | 7,75%               | 39.446                | 120.897        | 39.915                | 123.310        |
| Lazio     | 455.591               |                              |                            | 1.539.359      |                       |                     | 457.686               | 1.510.459      | 464.094               | 1.525.471      |

Nel 2015 le 314 imprese operanti nel territorio comunale, che rappresentavano lo 0,8% del totale provinciale (39.304 imprese attive), hanno occupato 844 addetti, lo 0,69% del dato provinciale (122.198 addetti); in media, ogni impresa nel 2015 ha occupato due persone (2,69).

### Agricoltura
Anche se l'agricoltura non è mai riuscita a far decollare l'economia del paese, si coltivano intensivamente pomodori San Marzano in serra ed altri ortaggi, tra cui il sedano bianco.

### Pesca
Nel porto turistico è attiva una flottiglia di barche da pesca di piccolo cabotaggio.

### Turismo
L'apertura nel 1958 della via litoranea Flacca, opera di ardita innovazione tecnologica realizzata dal prof. G. Maresca, progettata su incarico della Cassa del Mezzogiorno, che corre da Terracina a Gaeta, ha aumentato notevolmente il flusso turistico di Sperlonga. Ma già il ritrovamento nel 1957 ad opera del prof. Giulio Iacopi di reperti archeologici e la campagna di scavi della Grotta di Tiberio, nota fin dal 1908, furono da stimolo per un'affluenza sempre più copiosa sia di studiosi che di turisti. I molti alberghi e le altre strutture (complessivamente 39) offrono una grande ricettività che, unita alla ristrutturazione delle case del centro storico da parte di turisti che nel tempo ne sono diventati proprietari, fa aumentare notevolmente la popolazione di Sperlonga nel periodo estivo.
La Darsena, progettata dall'ing. Francesco Piergianni e realizzata nel 1972 a cura dell'impresa Mario Leone di Fondi, stimolò il turismo nautico. Nel 2013 sono stati ultimati i lavori di ampliamento e riqualificazione del porto turistico, che dispone ora di 185 posti barca dotati di servizi.
Oltre al turismo estivo legato al mare, Sperlonga è nota agli arrampicatori per la presenza di importanti falesie.

## Infrastrutture e trasporti

### Ferrovie
È raggiungibile tramite la linea ferroviaria Roma-Napoli con fermata presso la stazione di Fondi-Sperlonga, la più vicina alla cittadina costiera e situata a Fondi, con la quale è collegata da un servizio di bus di linea.

### Strade
È lambita per tutta la sua estensione dalla SR213 Flacca.

## Amministrazione
Fino al 1927, Sperlonga faceva parte della provincia di Terra di Lavoro. In quell'anno ebbe luogo il riordinamento delle circoscrizioni provinciali a opera del governo fascista, che soppresse tale provincia. Sperlonga passò, dunque, alla provincia di Roma nel Lazio; nel 1934 passa dalla provincia di Roma alla nuova provincia di Littoria.
| Periodo          | Periodo          | Primo cittadino        | Partito                    | Carica         | Note  |
| ---------------- | ---------------- | ---------------------- | -------------------------- | -------------- | ----- |
| 22 giugno 1988   | 17 giugno 1991   | Giuseppe La Rocca      | Partito Comunista Italiano | Sindaco        |       |
| 17 giugno 1991   | 29 novembre 1991 | Giulio Tuccinardi      | Lista civica               | Sindaco        |       |
| 29 novembre 1991 | 2 luglio 1992    | Antonio Reppucci       |                            | Comm. pref.    |       |
| 2 luglio 1992    | 26 aprile 1997   | Paolo Cerilli          | Lista civica               | Sindaco        |       |
| 26 aprile 1997   | 13 maggio 2001   | Armando Cusani         | Forza Italia               | Sindaco        |       |
| 13 maggio 2001   | 28 maggio 2006   | Armando Cusani         | Forza Italia               | Sindaco        |       |
| 28 maggio 2006   | 15 maggio 2011   | Rocco Scalingi         | Forza Italia               | Sindaco        |       |
| 15 maggio 2011   | 6 luglio 2015    | Rocco Scalingi         | Il Popolo della Libertà    | Sindaco        | [ 7 ] |
| 6 luglio 2015    | 6 giugno 2016    | Francescantonio Faiola | Forza Italia               | Visindaco f.f. |       |
| 6 giugno 2016    | 4 ottobre 2021   | Armando Cusani         | Forza Italia               | Sindaco        |       |
| 4 ottobre 2021   | in carica        | Armando Cusani         | Energie per l'Italia       | Sindaco        |       |

### Altre informazioni amministrative
- Fa parte della Comunità montana degli Aurunci e Ausoni e del Parco regionale Riviera di Ulisse